# Battleford (circonscription saskatchewanaise)
Pour les articles homonymes, voir Battleford (homonymie).
Circonscription électorale provinciale du Canada
Battleford est une ancienne circonscription électorale provinciale de la Saskatchewan au Canada. Elle est représentée à l'Assemblée législative de la Saskatchewan de 1905 à 1917.
Battleford fait partie des 25 circonscriptions initiales suivant la création de la Saskatchewan en 1905. Elle est remplacée lors des élections de 1917.

## Liste des députés
| Parlement                                                       | Années     | Député                 | Député           | Parti      |
| Battleford                                                      | Battleford | Battleford             | Battleford       | Battleford |
| --------------------------------------------------------------- | ---------- | ---------------------- | ---------------- | ---------- |
| 1re                                                             | 1905–1908  |                        | Albert Champagne | Libéral    |
| 2e                                                              | 1908–1912  | Sydney Seymour Simpson |                  | Libéral    |
| 3e                                                              | 1912–1917  | Sydney Seymour Simpson |                  | Libéral    |
| Circonscription redistribuée parmi Cut Knife et The Battlefords |            |                        |                  |            |